# Мосальский, Василий Фёдорович
Василий Фёдорович Мосальский (ум. 1607) — князь, окольничий и воевода, участник восстания Болотникова.

## Биография
Сын князя и воеводы Фёдора Александровича Гладыша Мосальского.
В боярском списке 1577 года написан в московских дворянах с пометкой над именем «изменил». В 1604 году участвовал в Троицком походе царя Бориса Годунова, где был окольничим. 8 мая 1606 года был в числе поезжан на свадьбе Лжедмитрия I; на этой свадьбе также участвовал В. Ф. Литвинов-Мосальский. В 1606 году изменил царю Василию Шуйскому и присоединился к восстанию Болотникова.
Вместе с князем Андреем Телятевским нанёс царскому войску поражение в битве под Венёвом. Затем, разделившись с Телятевским направился в Калугу, но был перехвачен на реке Вырке. По Н. М. Карамзину «пал, оказав храбрость, достойную лучшей цели» в битве на Вырке, но по данным Исаака Массы «был захвачен в плен и привезён в Москву, где и умер от ран».
Владел деревней Лунево в Мосальском уезде.
Сын, Семён Васильевич Мосальский (ум. после 1629) — стольник, имел только дочерей Ульяну и Ирину.